# Tragicomédia Pastoril da Serra da Estrela
A Tragicomédia Pastoril da Serra da Estrela é uma peça de teatro de Gil Vicente apresentada no Verão de 1527 à corte do rei D. João III. Trata-se da comemoração do nascimento da infanta Maria.
Os versos desta tragicomédia são em português. Está inserido no Livro Terceiro (Tragicomédias).
Nesta obra, a Serra da Estrela é um elemento chave. Alguns autores reconhecem o conhecimento das gentes da Serra presente nesta obra como uma prova que o autor, Gil Vicente, era de origem serrana.

## Enredo
A Serra da Estrela, personificada numa pastora serrana, vai visitar a rainha a Coimbra. Com ela está Joane, o Parvo (personagem de outras obras de Gil Vicente). Seis pastores cantam seis canções.

## Personagens
- Serra da Estrela - pastora
- Joane, o Parvo
- Gonçalo - pastor da Serra, que diz vir da corte, em Coimbra
- Ermitão
- Felipa - pastora sem gado
- Rodrigo
- Fernando
- Catalina (ou Caterina) - esposa de Gonçalo, perdeu o gado
- Madanela
- Margarida